# Œ̌
Œ̌ (minuskule œ̌) je speciální znak latinky. Nazývá se Œ s háčkem. Skládá se z písmena Œ a háčku. Používá se v bantuském jazyce nzima (koonzime), kterým mluví asi 40 000 lidí v Kamerunu.

## Unicode
V Unicode má Œ̌ a œ̌ tyto kódy:
Œ̌ <U+0152, U+030C>
œ̌ <U+0153, U+030C>